# The Man Without a Face (1993)
The Man Without a Face is een Amerikaanse film uit 1993 met het regiedebuut van Mel Gibson. De hoofdrollen worden vertolkt door Mel Gibson zelf en Nick Stahl.

## Verhaal
Justin McLeod is een ex-leerkracht die een verminkt gezicht heeft na een auto-ongeluk waarbij een van zijn studenten was omgekomen. Hij leeft in een geïsoleerd huis en houdt zich vooral bezig met schilderen totdat de jonge Chuck hem vraagt om bijles te geven om zich voor te bereiden op het toegangsexamen van de militaire academie. Chuck houdt zijn dagelijkse ontmoetingen met McLeod geheim uit schrik voor roddels van de dorpelingen. Toch ontdekt Chucks moeder dat hij McLeod ontmoet en is ervan overtuigd dat hij het kind seksueel misbruikt. Chuck confronteert McLeod over zijn verleden en ontdekt de waarheid achter het auto-ongeluk. De dorpelingen denken dat hij een pedofiel is en staan hem tegen.

## Rolverdeling
| Acteur           | Personage                   |
| ---------------- | --------------------------- |
| Mel Gibson       | Justin McLeod               |
| Nick Stahl       | Charles E. 'Chuck' Norstadt |
| Margaret Whitton | Catherine Palin             |
| Fay Masterson    | Gloria Norstadt             |
| Gaby Hoffmann    | Megan Norstadt              |
| Geoffrey Lewis   | Wayne Stark                 |
| Richard Masur    | Prof. Carl Hartley          |
| Michael DeLuise  | Douglas Hall                |
| Ethan Phillips   | Todd Lansing                |
| Jean De Baer     | Mevr. Lansing               |

## Prijzen en nominaties
1994 - Young Artist Award
- Genomineerd: Beste jonge acteur in een dramafilm (Nick Stahl)
- Genomineerd: Beste jonge actrice in een dramafilm (Gaby Hoffmann)
- Genomineerd: Beste dramatische familiefilm